# Ivan D. London und Miriam London
Ivan D. London und Miriam London, auch Ivan Daniel London (1913–1983) und Miriam B. London (1923–2011), waren ein US-amerikanisches Forscherehepaar, das sich die Erforschung der Sozialsysteme der Sowjetunion und der Volksrepublik China (hinfort: VR China) zur Aufgabe gemacht hatte. Beide entstammten russisch-ukrainischen Einwandererfamilien. Beide wuchsen mehrsprachig auf und begannen ihre akademischen Karrieren mit dem Studium naturwissenschaftlicher Fächer. Die Methoden ihrer Forschung und deren Darstellung im Bereich der Sozialwissenschaften wurden von dieser naturwissenschaftlichen Vorarbeit in besonderer Weise geprägt. Ihre Veröffentlichungen, vor allem diejenigen, welche die VR China betrafen, blieben in den Jahren des Kalten Krieges bzw. des Ost-West-Konflikts nicht unumstritten. Heute könnte deren Charakterisierung als wegweisend schwerlich zurückgewiesen werden.

## Ivan D. London

### Leben

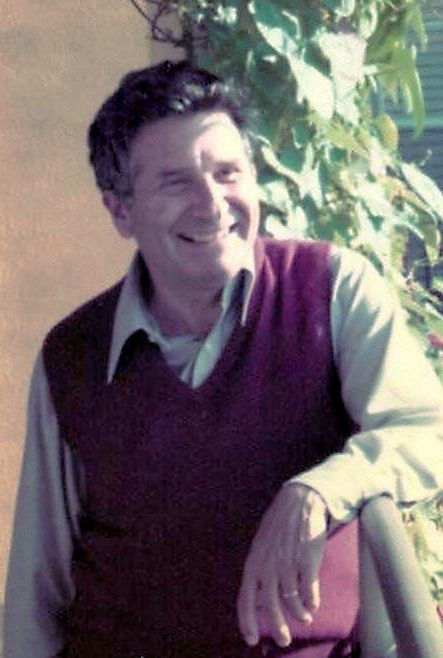
Ivan D. London um 1975

Ivan D. London (geboren am 8. Januar 1913 in Philadelphia, USA; gestorben am 12. April 1983 in New York City) sprach als Abkömmling einer russisch-ukrainischen Einwandererfamilie von Hause aus fließend Russisch. Sein Interesse an der Mathematik ebenso wie an der Psychologie veranlasste ihn, auch Deutsch zu lernen. Er erwarb den Grad eines Bachelor of Arts im Jahre 1935 an der Temple University in Philadelphia (USA) im Fach der Mathematik. Nach seiner Entlassung aus dem Militärdienst nahm er das Studium der Psychologie an der Northwestern University in Evanstone und Chicago (Illinois (USA) auf, das er 1945 mit dem Master of Arts abschloss. 1950 erwarb er an der Tulane University in New Orleans (USA) mit einer Arbeit unter dem Titel The convergent and divergent in Systematic Psychology (Das Konvergente und Divergente in der Systematischen Psychologie) das Doktordiplom (Ph.D.). Im gleichen Jahr nahm er die Stelle eines Wissenschaftlichen Mitarbeiters am Russian Research Center der Harvard-Universität an und arbeitete hier im Rahmen des „Harvard Refugee Interview Project on the Social System of the Soviet Union“ (Harvard Projekt Flüchtlingsinterviews zum Sozialsystem der Sowjetunion) („Harvard Emigre Interview Project“). Das Projekt finanzierte sich aus Mitteln der amerikanischen Luftwaffe und führte eine Reihe von namhaften amerikanischen Sozialwissenschaftlern zusammen, die aufgrund ihrer Sprachkenntnisse aus Interviews mit Flüchtlingen Erkenntnisse über die soziale und wirtschaftliche Realität in der stalinistischen Sowjetunion gewinnen konnten. Während der Tätigkeit in diesem Projekt veröffentlichte London auch unter Angabe der Zugehörigkeit zum Russian Research Center, z. B.
- Contemporary Psychology in the Soviet Union.[9]

Anfang 1952 nahm Ivan D. London einen Lehrauftrag als Associate Professor am Brooklyn College der City University von New York an, an der er nach seiner Ernennung zum Professor bis zu seinem Tode das Fach Sozialpsychologie vertrat. 1960 erlangte er auch seine Zulassung als praktizierender Psychologe im Staat New York.
Am Brooklyn College baute London zusammen mit seiner Frau Miriam London ein Forschungsinstitut für politische Psychologie (Institute of Political Psychology of Brooklyn College) auf, das er leitete. Von hier aus stand er auch dem „Inwood Project on Intercultural Communication“ vor, in dem weitere Wissenschaftler mitarbeiteten wie Oleg Anisimov, Herbert H. Paper, Gordon E. Peterson, Nikolai P. Poltoratzky (1921–1990) und Avery D. Weisman. Das Ehepaar setzte im Rahmen dieses Projekts zunächst die Forschungsarbeit mit Flüchtlingen aus der Sowjetunion fort. Besonderes Gewicht lag dabei auf der Untersuchung der Lage der Psychologie und der Arbeitsweise psychiatrischer Kliniken in der Sowjetunion. Ivan D. London berichtete hierüber in einer Reihe von Publikationen,
- A historical survey of psychology in the Soviet Union,[17]
- Soviet psychology and psychiatry,[18]
- Therapy in Soviet psychiatric hospitals.[19]

Im Zuge der Entstalinisierung der Sowjetunion in der zweiten Hälfte der 1950er Jahre gelang es Ivan D. London, mit vielen seiner sowjetischen Kollegen auch persönlich in Kontakt zu treten, so dass er bald zu den besten amerikanischen Kennern der Sowjetpsychologie zählte.
Ab 1963 wandten sich die Londons der Untersuchung der sozialen Verhältnisse in der VR China zu. Auch hier dienten Interviews mit einer möglichst großen Zahl von Flüchtlingen aus möglichst allen Bevölkerungsschichten als primärer Zugang zu ihrem Forschungsgegenstand. Mit der Unterstützung durch verschiedene private Stiftungen, u. a. der Smith Richardson Foundation, wurde es ihnen möglich, solche Interviews im chinesischen Raum, hauptsächlich in Taiwan und Hongkong, mehr als ein Dutzend Jahre lang durchzuführen.
Am Brooklyn College bestand unter dem Direktorat von Ivan D. London das Center for the Study of World Psychologies, in dem auch Miriam B. London und Wu Ping-Chung als Forscher tätig waren. In einem Bericht des Außenministeriums der Vereinigten Staaten von 1968 werden die interdisziplinären Studien, die Schwerpunkte auf Sowjetunion und China, die Gastwissenschaftler, die Bibliothek sowie Veröffentlichungen und Planungen für weitere Publikationen hervorgehoben.

### Methodologie und Arbeitsmethoden

#### Der Ruf nach einem Paradigmenwechsel in der Sozialwissenschaft
In der ersten Hälfte des 20. Jahrhunderts setzten sich viele in der Forschung arbeitende Psychologen für eine verstärkte Verwissenschaftlichung ihrer Disziplin durch die Übernahme von Konzepten und Methoden aus der herkömmlichen Physik ein. Gleichzeitig bemühten sich zahlreiche Vertreter dieser herkömmlichen Physik darum, ihre Verfahrensweisen mit den Entdeckungen der Quantenmechanik zu versöhnen. London vertrat als erster Psychologe die Auffassung, auch seine Disziplin könne von einer entsprechenden Revision ihrer Konzepte und Methoden profitieren.
Während seines Studiums hatte London sich von den Schriften Werner Heisenbergs (1901–1976) zur Quantenmechanik faszinieren lassen, die er im deutschen Original lesen konnte. In seiner Publikation
- Psychology and Heisenberg’s Principle of Indeterminacy[26]

setzte er sich mit Heisenbergs Erkenntnissen und ihrer Relevanz für die Psychologie auseinander. Eine weitere Anregung, die für sein methodologisches Lebenswerk grundlegend werden sollte, entnahm er der berühmt gewordenen Rede, die Irving Langmuir (1881–1957), der 1931 den Nobelpreis für Chemie erhalten hatte, als Präsident der American Association for the Advancement of Science im Jahr 1943 hielt. Langmuir argumentierte darin, dass die Unterscheidung zwischen der traditionellen und der Quantenphysik eine Entsprechung in vielen Bereichen der Natur jenseits der Physik habe. Dazu gehörten alle Bereiche, denen „konvergente und divergente“ Erscheinungen innewohnten.
Irving Langmuir führte in seiner Rede im Jahr 1943 aus:
Genauso wie es zwei Typen der Physik gibt, die klassische Physik und die Quantenphysik, die fast 25 Jahre nicht mit einander zu vereinbaren zu sein schienen, genau so haben wir zwei Typen natürlicher Phänomene zur Kenntnis zu nehmen. Zum Ersten, diejenigen, bei denen das Systemverhalten aufgrund des Durchschnittsverhalten aller einzelnen Komponenten bestimmbar ist; und zum Zweiten diejenigen, in welchen ein einzelnes diskontinuierliches Ereignis (welches auf einem einzelnen Quantenwechsel beruhen mag) eine solche Weiterung auslöst, dass das ganze Aggregat in seinem Verhalten von einem kleinen Einzelnen am Anfang abhängig wird. Den ersten Typus von Erscheinungen möchte ich als „convergente Erscheinungen“ bezeichnen, denn alle fluktuierenden Details eines einzelnen Atoms laufen auf einen Durchschnitt hinaus, der einen bestimmten Status abdeckt. Den zweiten Typus können wir als „divergente Erscheinungen“ bezeichnen, in denen aus einem kleinen Anfang zunehmend größere Wirkungen hervorgehen. Allgemein können wir dann sagen, dass die klassische Physik zufriedenstellend auf konvergente Erscheinungen Anwendung findet und dass diese gut mit den älteren Vorstellungen von Ursache und Wirkung einhergehen. Die divergenten Phänomene hingegen können am besten auf der Grundlage der Quantentheorie der modernen Physik verstanden werden.
Langmuirs Unterscheidung von konvergent und divergent klärte den Unterschied zwischen den Theorien und Methoden der herkömmlichen und der Quantenphysik und stellte fest, dass jede ihre Berechtigung für ihr eigenes Feld habe. Parallel dazu stellte Ivan D. London die Frage, ob nicht auch die Psychologie von mindestens zwei Ansätzen im Studium ihrer Gegenstände profitieren könnte. Diese Frage bestimmte bereits seine Doktorarbeit. London stellte fest, dass psychologische Phänomene, wie ihre physikalischen Vettern die Eigenschaften von Konvergenz und Divergenz aufwiesen. Er nannte sie „konvergente Weiterungen“ („convergent amplification“) und „divergente Weiterungen“ („divergent amplification“). Die ersteren ließen sich in kleineren Verhaltensvarianten erkennen, die mit der Zeit auf einen Durchschnitt hinausliefen oder zu einem Durchschnitt konvergierten. Beispiele dafür boten Reaktionszeiten, Einschätzungen von Entfernungen, athletische Leistungen oder auch Intelligenztestpunkte. Die letzteren konnten in kleinen Verhaltensvariationen beobachtet werden, die ihre Folgen oder Wirkungen vom Durchschnitt abweichend erweiterten, z. B. unwiderrufliche Entscheidungen, verstümmelnde Unfälle, zufällige Zusammentreffen mit einflussreichen Leuten, technologische Innovationen und historische Ereignisse.
Ivan D. London schrieb zu diesen Themen eine Reihe von Aufsätzen:
- Psychologist’s misuse of the auxiliary concepts of physics and mathematics,[29]
- Some consequences for history and psychology of Langmuir’s concept of convergence and divergence of phenomena,[30]
- The need for reorientation in psychology in the light of modern physics.[31]

Divergent-erweiterte psychologische Phänomene hätten wenigstens zwei verschiedene Eigenschaften, nämlich multiple und bedingten Verursachung. Freundschaft, zum Beispiel, könne aus vielerlei Gründen entstehen wie gemeinsame Interessen, physische Nähe, ethnischer Hintergrund, gemeinsame Erfahrung und Dutzende anderer Gründe. Doch diese Gründe könnten einander auch beeinflussen und oftmals die Stärke und Richtung anderer Beziehungen verändern.
London argumentierte in den beiden Publikationen
- Free will as a function of divergence[32] und
- The Developing personality as a joint function of convergence and divergence,[33]

dass komplexe Verknüpfungen von multipler und bedingter Verursachung, die divergent psychologische Phänomene charakterisieren, nicht vermittels einfacher A-verursacht-B-Konzepte verstanden werden könnten, wie sie in der herkömmlichen Physik angewendet würden. Stattdessen müssten alternative Erklärungen in Erwägung gezogen werden, um die Netzwerke von Einflüssen („context effects“) in jemandes psychologischer Entwicklung oder Lebensgeschichte freizulegen. Solche Netzwerke von Einflüssen variierten bei Menschen, in Situationen und in Zeiten, so dass die üblichen „Im-Durchschnitt“-Zusammenfassungen in die Irre führten. Wiederkehrende Muster in kausalen Netzwerken würden deshalb eher freigelegt, indem man Analysen von Individualfällen aggregierte als wenn man, wie herkömmlich, aggregierte Individualfälle analysierte.
Vor dem Hintergrund der praktischen Arbeit mit Flüchtlingen aus der Sowjetunion drängten die methodologischen Überlegungen Londons offenbar zwangsläufig über den engeren Bereich der Psychologie hinaus. Die Flüchtlingsinterviews wurden eben deshalb durchgeführt, weil es keinen beliebigen Zugang zu grundlegenden Daten aus diesem Land gab. Es ließen sich keine repräsentativen Samples bilden, und in der Tat war der Forscher von vornherein auf den Einzelfall angewiesen. Ivan D. London war wiederum der erste, der aus dieser Vorgabe des Defizits den Gedanken entwickelte, dass nicht allein die Psychologie, sondern die Sozialwissenschaften insgesamt mindestens zwei Ansätze im Studium ihrer Gegenstände zur Verfügung hätten. Im terminologischen Rückgriff auf Wilhelm Windelband (1848–1915), der anlässlich des Antritts seines Rektorats an der Universität Straßburg im Jahr 1894 die Unterscheidung zwischen den Natur- und Geisteswissenschaften nach ihren Methoden getroffen hatte, unterschied London sie in einen einerseits „nomothetischen“ nämlich den Verfahren und Methoden der herkömmlichen Physik entsprechenden, und andererseits „idiographischen“, aus Überlegungen zur Quantentheorie abgeleiteten Ansatz. Sozialwissenschaftler müssten lernen, mit dem zu arbeiten, was sie sich verfügbar machen könnten, anstatt sich ihre Erkenntnismöglichkeiten allein von den traditionellen Methoden ihrer Wissenschaftsdisziplinen diktieren zu lassen. In seinem Aufsatz
- Convergent and divergent amplification and its meaning for social science

rief London deshalb zu einem Paradigmenwechsel auf.
Bestimmte Charakteristika in den Sozialwissenschaften wie etwa die „Historizität des Untersuchungsgegenstandes, die dauernde Spannung zwischen Stabilität und Wandel, der häufige Vorrang der phänotypischen Spezifität gegenüber der genotypischen Generalität, die Bedeutung von Kontext und Aussage in der Zusammensetzung von Daten und die verändernden Wirkungen der Theorie auf die Realität“ erforderten nach London die Ersetzung des „repräsentativen“ durch ein „orientatives“ Sample und damit eine neue Rolle des Forschers, der nicht mehr außerhalb des Forschungsvorgangs stehen konnte, sondern ein Beteiligter im Forschungsvorgang werden müsse. Gemeinsam mit Warren Thorngate legte er dies im Jahre 1981 noch einmal ausführlich in einem Aufsatz mit dem Titel
- Divergent Amplification and Social Behavior: Some methodological considerations

dar.

#### Methode des idiographischen Ansatzes
Der nomothetische Ansatz basierte auf Daten und fragte auch nach solchen. Er hatte eine feste Zielvorgabe und ging vorgefassten Fragen nach, die auf dieses Ziel gerichtet waren. Alle Erscheinungen im Vorgang der Untersuchung, die nicht zu diesem Ziel zu gehören schienen, wurden als nebensächlich ausgeschieden. Das Ergebnis musste zwangsläufig zu einem Durchschnittswert im Sinne einer konvergenten Weiterung führen. Der von Ivan D. London entwickelte „idiographische Ansatz“ trat diesem Vorgehen diametral entgegen. Er kannte weder ein festes, vorgefasstes Ziel noch beruhte er auf einem Fragebogen, den es aus- bzw. zu erfüllen galt. Nicht Daten und Durchschnittswerte galt es zu ermitteln, sondern die Individualität des Einzelfalls, durch welche der Blick auf eine Gesamtheit freigelegt werden konnte. Diesem Vorgehen lag „die klare Erkenntnis der notwendigen Verschmelzung von ‚Person und Feld’“, zugrunde, „wie vielseitig das Verständnis vom Menschen in seiner Umgebung auch immer sein mag“. Charakteristisch für den „idiographischen Ansatz“ Londons war:
1. Der Forscher stand nicht außerhalb des Forschungsvorgangs, sondern er war wie die Person, die er befragte, Teil dieses Vorgangs.
2. Er strebte nicht eine größtmögliche Breite von Informationen an, sondern versuchte, konzentriert auf eine einzelne Person durch sogenanntes in-depth interviewing in die größtmögliche Tiefe einer Information vorzudringen, und
3. Er führte die Person nicht durch seine Befragungen, sondern er befragte sie auf Augenhöhe, in der jederzeitigen Bereitschaft, von ihr unterwiesen, orientiert oder sogar forschungsstrategisch umgeleitet zu werden.
In allen drei Punkten wird erkennbar, dass der idiographische Ansatz auf das Phänomen der„divergierenden Weiterung“ ausgerichtet war. Es ging darin nicht um einen Durchschnitt, sondern um eine markante Abweichung, die womöglich eine völlig neue Qualität hervorbrachte. Eben damit übte London gemeinsam mit seiner Ehefrau Miriam London, die seinen gesamten wissenschaftlichen Lebensweg zunächst als seine Assistentin, in den letzten 15 Jahren bis zu seinem Tode aber zunehmend als gleichberechtigte Partnerin begleitete, über die Psychologie hinausgehend einen wegweisenden Einfluss auf die politikwissenschaftliche Forschung aus.

## Miriam London

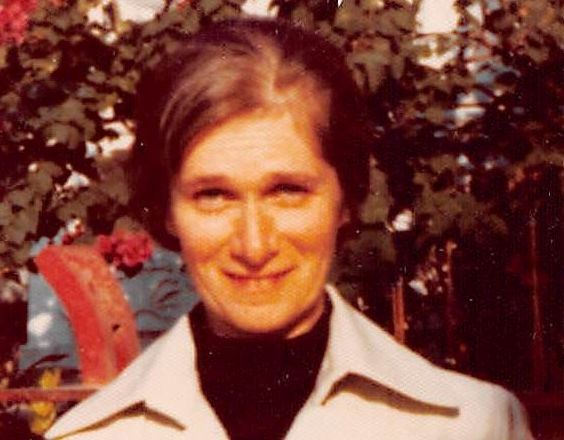
Miriam London um 1975

Miriam London (geboren am 27. Juni 1923 in Philadelphia; gestorben am 23. Juli 2011 in New York) wuchs als Miriam Boulotchnik auf. Ihre Eltern, Vater Leon Boulotchnik und Mutter Martha Mariassis, stammten aus der Ukraine, lebten aber für einige Jahre in Paris, bevor sie 1915 mit dem damals zweijährigen Sohn Maurice in die USA einwanderten. Maurice änderte seinen Familiennamen während seines Studiums und wurde als Maurice J. Blochlyn ein bedeutender Radiologe. Die zehn Jahre jüngere Schwester Miriam hatte mit zwanzig an der University of Pennsylvania in Philadelphia ihren Bachelor of Arts mit dem Hauptfach Chemie gemacht und 1944 an der Radcliffe Graduate School, Harvard Department of Slavic Studies ein Sprachstudium mit dem Magisterdiplom abgeschlossen. Das gesamte Studium hatte sich durch Stipendien und finanzielle Auszeichnungen für hervorragende Leistungen finanziert. Miriam Boulotchnik wurde überdies in die Phi Beta Kappa, die älteste universitäre Ehrengesellschaft der USA gewählt.
Anfang 1945 trat sie eine Stelle als Verwaltungsassistentin im Auswärtigen Hilfsdienst der USA an. Sie wurde nach Italien beordert und einer Mission zugeteilt, aus der später die Botschaft der USA in Wien hervorging. Nach einem eineinhalbjährigen Aufenthalt in Europa, davon die längste Zeit in Wien, wo sie als Dolmetscherin für Russisch tätig war, kehrte sie in die USA zurück und arbeitete 1946/47 als Research Assistent im U. S. Office of Education im Bereich der internationalen Beziehungen in der Gruppe „Europäisches Erziehungswesen“.
Sie sprach neben ihrer Landessprache und ihren Familiensprachen Russisch und Französisch jetzt auch Deutsch.
Die Begegnung mit Ivan D. London, mit dem sie 1947 die Ehe einging, führte sie in die akademische Welt zurück. Von 1948 bis 1950 absolvierte Miriam London an der University of Chicago das Aufbaustudium zur Erlangung des Doktorgrades, entschied sich jedoch, statt eine Dissertation anzufertigen, eine Stelle im „Harvard Refugee Interview Project on the Social System of the Soviet Union“ anzunehmen, in dem auch ihr Mann arbeitete.
Anfang 1952 folgte sie ihrem Mann, der als Associate Professor an das Brooklyn College der City University of New York ging. Gemeinsam setzten sie hier in Eigenregie die Arbeit mit Flüchtlingen aus der Sowjetunion an dem von ihnen gegründeten Institut für Politische Psychologie fort. Einige Zeit lehrte sie Russisch am Brooklyn College. Außerdem war sie im Inwood Institute tätig.
Mit der Einleitung eines sich mehr als zwölf Jahre erstreckenden Forschungsprojektes, in dem es nunmehr um die Erforschung des Sozialsystems in der Volksrepublik China aufgrund von Flüchtlingsinterviews gehen sollte, nahm Miriam London Anfang der 1960er Jahre das Studium der chinesischen Umgangssprache auf. Auch in dieser Sprache wurde sie im Laufe von zwölf mehrmonatigen Aufenthalten in Taiwan und Hongkong in den Jahren von 1963 bis 1975 wortgewandt.

## Schriften

### Der schriftliche Nachlass
Mehr als dreißig Jahre lang forschten und publizierten die Eheleute vorwiegend gemeinsam. Der schriftliche Nachlass der beiden findet sich deshalb auch in einem gemeinsamen Register unter dem Titel „Ivan D. London papers“ mit der Sammlungsnummer 83060 im Archiv der Hoover Institution an der Stanford-Universität in Kalifornien erfasst. Er ist durch das Online Archive of California (OAC) erschlossen worden. Die Ivan D. London betreffenden Archivalien sind in den Jahren 1934 bis 2005 entstanden, diejenigen von Miriam London, die als Mitwirkende (contributor) aufgeführt wird, umfassen die Jahre 1945 bis 2005. Das in Englisch, Russisch und Chinesisch abgefasste Material besteht aus Protokollen von Hunderten von Flüchtlingsinterviews und deren Auswertungen, Quellen und Belegen zu sozialen Fragen die Sowjetunion und die VR China betreffend, Notizen und Korrespondenzen mit Wissenschaftlern im In- und Ausland sowie den Schriften der Londons. Den größten Umfang haben dabei die zum Inwood Project on Intercultural Communication gehörenden Archivalien. Das Online-Findbuch des OAC umfasst 21 Seiten. Die Londons haben also mit jeder ihrer insgesamt um die hundert Veröffentlichungen eine Fundgrube für spätere Historiker der verschiedenen sozialwissenschaftlichen Fächer angelegt.

### Veröffentlichungen nach den Arbeitsschwerpunkten
Rund 25 Titel im Werk von Ivan D. London befassen sich mit wissenschaftstheoretischen bzw. methodologischen Fragen. Einige Arbeiten in diesem Bereich veröffentlichte London gemeinsam mit einem Ko-Autor, etwa Oleg Anisimov, Nikolai P. Poltoratzky, Ta Ling Lee und Warren Thorngate. Weitere rund 25 Arbeiten schrieb London – teils in Ko-Autorenschaft mit Poltoratzky und Anisimow sowie mit seiner Frau – als Beiträge in der Sowjetforschung. Mehr als 40 Titel macht das Volumen der Veröffentlichungen der Londons im Bereich der China-Forschung aus. In diesem Bereich allerdings verkehrten sich die publizistischen Rollen der Eheleute: Miriam London übernahm die Federführung, während ihr Mann – mit wenigen Ausnahmen – als Ko-Autor aufgeführt wird und nach seiner eigenen Aussage nurmehr als Ideengeber bzw. als Projektleiter an zweiter Stelle erscheint.

### The Revenge of Heaven / Maos kleiner General
Hauptwerk Miriam Londons ist das Buch „The Revenge of Heaven“, das sie unter Mitarbeit von Ta Ling Lee, einem chinesischstämmigen Historiker verfasste, der als Professor am Southern Connecticut State College in Connecticut (USA) lehrte. Das Buch erschien 1972 in den USA und gleichzeitig in Großbritannien als „Red Guard: from schoolboy to ‚Little General‘ in Mao's China“. Die chinesische Ausgabe entstand durch die Übersetzung des von Miriam London geschriebenen Textes aus dem amerikanischen Englisch. Die Übersetzung wurde von Ting Kuang-sheng, einer Mitarbeiterin der Londons in Hongkong, in Zusammenarbeit mit Liu K’un-sheng besorgt. Letzterer hatte bereits bei den mündlichen Befragungen des Oberschülers in Taipei als Dolmetscher gewirkt. Die Übersetzung wurde im damals britischen Hongkong verlegt und erschien unter dem Titel „Tian chou: yi ge Zhongguo qingnian de zishu“, einer wortgetreuen Entsprechung des amerikanischen Originaltitels. Übersetzung und Druck fanden tatsächlich in Taiwan statt. Sie wurden zum Schein unter einer Briefkastenadresse nach Hongkong verlegt, weil der chinesische Käufer der Übersetzungs- und Veröffentlichungsrechte, der taiwanesische Verleger Chang Jeng-fei, die damalige Zensurbehörde der Kuomintang-Regierung umgehen wollte. In Deutsch kam das Werk 1974 als „Maos kleiner General“ heraus. 1976 erfolgte die Publikation in Thailand und 1981 in Frankreich als „La vengeance du ciel. Un jeune Chinois dans la Révolution culturelle“. Bei seinem Erscheinen 1972 wurde das Buch von manchem seiner Leser als ein Stück Weltliteratur unserer Zeit wahrgenommen. Tatsächlich handelte es sich um einen Forschungsbericht, der so unkonventionell daherkam, wie die Forschungsmethoden Ivan D. Londons waren, nämlich als das romanhaft verarbeitete, fiktive Tagebuch eines im Sommer 1968 aus der VR China geflohenen Oberschülers, der als 16/17-jähriger Rotgardist an der „Kulturrevolution“ Mao Tse-tungs teilgenommen hatte.
Grundlage dieses Forschungsberichtes waren nicht tatsächliche Tagebuchaufzeichnungen oder andere Aufzeichnungen dieses Oberschülers während seiner Beteiligung an der Kulturrevolution, sondern vielmehr die Ergebnisse von intensiven Befragungen, die Ivan D. London mit dem geflüchteten Rotgardisten im Wechsel von mündlichen Interviews in Taipei und schriftlichem Verkehr zwischen Taipei und New York durchgeführt hatte. Insgesamt waren von Miriam London in Taipei rund 300 Interviewstunden minutiös protokolliert worden. Die schriftlichen Stellungnahmen des Probanden, die aus der Erfüllung von vereinbarten Aufgaben sowie aus der Beantwortung von Rückfragen zu diesen „Hausaufgaben“ bestanden, nahmen über den Zeitraum von anderthalb Jahren einen Umfang von rund 500.000 chinesischen Schriftzeichen an. Dieses Rohmaterial bedurfte einer vielfachen Überprüfung durch die Befragung weiterer Zeitzeugen, des Abgleichs mit offiziellen chinesischen Quellen und ebenso auch mit den Erkenntnissen der zu jener Zeit sogenannten „China watcher“, ständigen Beobachtern eines politischen Systems, das sich vorwiegend durch eingefahrene Rituale und terminologische Kodierungen und deren mögliche Veränderungen wahrnehmen ließ. Solche ständigen Beobachter hielten sich vor allem in der damaligen englischen Kronkolonie Hongkong auf: Journalisten des chinesischsprachigen Raumes ebenso wie aus vielen westlichen Staaten, speziell mit der Berichterstattung über China beauftragte Angehörige westlicher Konsulate und Wissenschaftler verschiedener sozialwissenschaftlicher Disziplinen, die ihre vorlesungsfreie Zeit und ihre Forschungsfreisemester an Forschungszentren wie das Universities Service Center oder das Union Research Institute zu verbringen und sich miteinander auszutauschen pflegten. Von der erheblichen Detailarbeit, die erforderlich war, zeugen erklärende Hinweise am Ende der Buchseiten und ebenso ein Anmerkungsapparat im Anhang des Buches. Diese weisen auf nicht seltene Divergenzen zwischen der Darstellung des Probanden und den Feststellungen des Forscherehepaares im Quellenstudium hin.
Unterstützt von einem chinesischen Übersetzer sowie von zwei weiteren wissenschaftlich ausgewiesenen chinesischen Spezialisten für Sprache und Geschichte Chinas verdichtete Miriam London die so gewonnenen Einsichten über die chinesische Volksrepublik in der Zeit von Sommer 1966 bis Sommer 1968 zu einem Forschungsabschlussbericht von weithin Anerkennung findender literarischer Qualität. Der renommierte amerikanische Chinawissenschaftler Richard Baum (1940–2012), Professor an der University of California in Los Angeles (Kalifornien), hielt das Buch für ein „page-turning excitement“. Die deutsche Ausgabe besprach Arnulf Baring, Professor für Politikwissenschaft, Theorie und vergleichende Geschichte der politischen Herrschaftssysteme an der Freien Universität Berlin, in der Wochenzeitung Die Zeit:
Diese Lebensgeschichte eines Sechzehn-, Siebzehnjährigen ist so ungewöhnlich, daß sie vielleicht als chinesischer Grimmelshausen unserer Tage in die Weltliteratur eingehen wird, bestimmt aber als ein maoistischer Wolfgang Leonhard in die Geschichtsbücher – eine Schilderung kurzen Rausches und ernüchterten Abschieds von der Revolution. Baring resümierte, dies sei der aufregendste, stärkste Text unserer Tage, den ich kenne. Wer diesen Bericht zu lesen beginnt, hat eine lange Nacht vor sich. Denn er wird ihn nicht loslassen.
Miriam London sollte mit ihrem Buch aber zuerst und vor allem den Auftakt zu einer Zeitenwende in der China-Forschung der westlichen Welt geben.

### Hunger in China
Ein Jahr vor dem Erscheinen von „The Revenge of Heaven“ hatte Klaus Mehnert seinen Reisebericht „China nach dem Sturm“ herausgebracht. Dieses Buch fand reißenden Absatz und wurde in zwölf weitere Sprachen übersetzt. Ebenfalls im Jahr 1972 erschien das Buch „800.000.000. The Real China“ von Ross Terrill, der sich auf die Geschichte Chinas und das Studium der VR China spezialisiert hatte, 1970 seinen Doktortitel an der Harvard University erworben hatte und dort als wissenschaftlicher Mitarbeiter tätig war. Auch dieses Buch erzielte hohe Absatzzahlen und erregte, in mehrere Sprachen übersetzt, Aufsehen rund um die Welt. Das von Miriam London vorgelegte Buch zog keine ähnlich große Leserschaft an, aber wenn stimmte, was dort zu lesen war, dann mussten beide von angeblichen China-Experten geschriebene Bestseller – Klaus Mehnert von seinem Verlag als ein Kenner bezeichnet, der sich seit 42 Jahren mit China beschäftigte, und Ross Terrill, ein Schüler von John King Fairbank, des in Wissenschaft und Politik einflussreichsten Sinologen der USA – im Moment ihrer Ausgabe als Makulatur gelten.
In den Aufsätzen, die der Buchveröffentlichung folgten und die so verschiedene Aspekte chinesischen Lebens in der Volksrepublik behandelten wie Religionsausübung, Erziehung, Folklore oder Straßenleben, Prostitution und literarische Dichtung im Untergrund:
- Christ in China[63] und China: The Uses of Religion,[64]
- The Education of Mun-Yee: A Case Study of a schoolgirl in Canton.[65]
- The Gang of Fourteen: Street Life in China[66]
- Prostitution in Canton[67] und
- Two Poems from a Chinese Underground[68]

wies ihnen Miriam London, die hier Hauptautorin war, zusammen mit ihrem Mann nach, dass ihre Darstellungen nicht das Papier wert waren, auf dem sie standen.
Wissenschaftsbeiträge aus den Jahren 1976 und 1979 bedürfen der besonderen Hervorhebung. Mit ihnen trat das Forscherehepaar der in allen Teilen der Welt, besonders stark aber innerhalb der westlichen Gesellschaften verwurzelten Überzeugung entgegen, Kommunismus in China und Mao Tse-tung als dessen vornehmster Führer hätten die Bevölkerung dieses Landes vom Elend des Hungers und des Bettlertums befreit.
In Deutschland schrieb der Politikwissenschaftler Christian Graf von Krockow, der in den 1970er und 1980er Jahren mit seinen Büchern hohe Auflagen erzielte, noch im Jahre 1978 beispielsweise:
In den 27 Jahren seit Errichtung der Volksrepublik […] hat China grundlegende Probleme gelöst, mit denen Entwicklungsländer – meist vergeblich – kämpfen: das Problem der Ernährung, das Problem der Beschäftigung, das Problem elementarer Erziehung und Bildung für alle, das Problem der medizinischen Versorgung und der Hygiene.
Die Hungertriologie von Miriam und Ivan D. London
- The Other China: Hunger. Part I – The Three Red Flags of Death,[70]
- The Other China. Hunger. Part II. The Case of the Missing Beggars,[71]
- The Other China. Hunger. Part III. How do we know China? Let us count the ways…,[72]

hatte dagegen schon im Laufe des Jahres 1976 eine umfangreiche Dokumentation der Tatsache hervorgebracht, dass Hunger und Hungerbettlertum unter kommunistischer Herrschaft und unter der Führung Mao Tse-tungs ein historisch einzigartiges Ausmaß erreichten. In den Jahren 1960 bis 1962 waren aufgrund von Mangel an Nahrungsmitteln im ganzen Land mehrere zehn Millionen Menschen Opfer von Hunger und Krankheit infolge von Unterernährung geworden. László Ladány (1914–1990), in Hongkong lebender Beobachter der Entwicklung in der PRC, schätzte schon im Jahr 1962 die Zahl der Hungertoten auf 50 Millionen. Eine Hungersnot dieser Art hatte es China nie zuvor gegeben. Sie wurde im chinesischen Volksmund als die drei bitteren Jahre bezeichnet. Einzigartig in sozialistisch regierten Staaten, das hatten die Londons während ihrer Interviewarbeit herausgefunden und als erste veröffentlicht, war wahrscheinlich auch, dass die Behörden der hungernden Landbevölkerung etwa in der südostchinesischen Provinz Anhui Bettellizenzen ausstellten, mit denen ihr öffentlich das Recht gegeben wurde, bettelnd über Land und in die großen Städte zu ziehen, die traditionell besser versorgt zu sein pflegten als die Dörfer.
Im Jahre 1979 griffen Miriam und Ivan D. London das Thema Hunger in China nochmals auf:
- Hunger in China: The „Norm of Truth“,[77] und
- Hunger in China: The Failure of a System?.[78]

Sie dokumentierten, dass das Problem der Ernährung auch in den 1970er Jahren fortbestand, dass selbst in landwirtschaftlich gut gestellten Gegenden wie etwa Szech’uan massive Nahrungsmittelknappheit zu Hungertoten in Massen führte und traditionelle Verhaltensweisen innerhalb der Bevölkerung bewirkte wie etwa den Verkauf von Ehefrauen und Kindern. Das Forscherehepaar brauchte sich nicht mehr allein auf die eigenen Methoden der Datenerhebung zu stützen. Sie konnten jetzt auch offizielle chinesische Quellen zitieren, die ihre Erkenntnisse bestätigten und sogar noch erweiterten.

### Wissenschaftskritik
Miriam London und ihr Mann beließen es nicht bei der Richtigstellung grundlegender Sachverhalte in Gesellschaft und Wirtschaft der VR China. Sie zogen vielmehr die Hauptverantwortlichen für die Verirrungen in der Wahrnehmung Chinas, namentlich John King Fairbank, öffentlich zur Verantwortung. Großzügige Geldzuwendungen, so stellten sie fest, hätten eine „Konsenswissenschaft“ („consensus scholarship“) innerhalb der Sinologie bewirkt, eine Übereinkunft von Wissenschaftlern in Spitzenpositionen, im Hinblick auf bestimmte Daten und Methoden übereinzustimmen und auf diese Weise unangreifbare autoritative Positionen aufzubauen. Mit diesem Vorwurf trafen sie nicht allein einen Nerv in der amerikanischen Wissenschaft, sondern der Vorwurf gab ihnen auch Anlass, sich in den China-politischen Diskurs in der amerikanischen Öffentlichkeit einzumischen. Nach dem Tode ihres Mannes meldete sich Miriam London als Einzelkämpferin in diesem Diskurs zu Wort. In
- China: The Romance of Realpolitik[80] konfrontierte sie die sogenannten China-Experten in der Wissenschaft mit deren Unfähigkeit, die Wirklichkeit der Herrschaft Maos zuerkennen. Sie beschworen zwar die Notwendigkeit, Realpolitik gegenüber China zu betreiben, waren aber gar nicht in der Lage, die Realität zu erkennen.

## Bedeutung
Die wissenschaftlichen Leistungen von Ivan D. London und Miriam London, die als Ehepaar mehr als 30 Jahre lang aufs Engste zusammenarbeiteten, lassen sich insgesamt nur schwer getrennt voneinander beurteilen. Ivan D. London hat vor allem im methodologischen Bereich einen wichtigen Beitrag zur Fortentwicklung der Sozialwissenschaften, in Sonderheit in der Psychologie und in der Politikwissenschaft geleistet. Hier sind sowohl seine Hinführungen zu einem die nomothetische Arbeitsweise ergänzenden idiographischen Ansatz zu nennen als auch die Anwendung des idiographischen Ansatzes selbst. Zur Zeit seiner Operationalisierung in den chinawissenschaftlichen Veröffentlichungen der frühen 1970er Jahre wurde dieser Ansatz bestenfalls belächelt, nicht selten aber in wissenschaftlichen Kreisen auch denunziert. Murray Levine (1928–2020), Psychologe und Professor an der State University of New York in Buffalo (USA), schrieb 1980:
London (1961,1974,1975,1977) has tried to develop both a philosophy of method and a system of discipline for dealing with data derived from direct human experience, using observers who are participants in events. His use of a novelist to make dramatic sense of experience (London, 1974) has not yet received the attention it deserves.
(London hat versucht, eine Methode und ein System in der Handhabung direkter menschlicher Erfahrungen zu entwickeln, indem Beobachter herangezogen werden, die an Vorgängen beteiligt waren. Sein literarischer Einsatz als ein dramaturgisches Mittel hat noch nicht die Aufmerksamkeit gefunden, die ihm gebührt).
Tatsächlich ist den Londons mit diesem Mittel geradezu ein wissenschaftliches Husarenstück gelungen. Denn das ‚einmalige Individuum’ warf wirklich Licht auf die Gesamtheit. Das fachfremde Forscherehepaar führte mit der literarischen Verarbeitung von intensiven Interviews mit einem einzelnen aus der VR China geflohenen Jugendlichen die gesamte Sinologie, die eigentlich für die Erforschung Chinas zuständig sein wollte, als mindestens inkompetent im Bereich der „gegenwartsbezogenen Chinaforschung“ vor. Ihre vornehmsten Vertreter an den Universitäten der USA wurden als bloße Parteigänger eines totalitären Systems erkennbar. Es ist das besondere Verdienst Miriam Londons, dieses mit ihrem literarischen Geschick für breite Leserschichten erkennbar gemacht zu haben.
Jürgen Domes, mit der von ihm Mitte der 1960er Jahre aufgebauten Arbeitsstelle „Politik Chinas und Ostasiens“ am Otto-Suhr-Institut der Freien Universität Berlin der Initiator der gegenwartsbezogenen Chinaforschung in Deutschland und Inhaber des Lehrstuhls der Politikwissenschaften an der Universität des Saarlandes, widmete seine 1980 erschienene „Politische Soziologie der Volksrepublik China“ Miriam und Ivan D. London. Sie hätten seit – damals 15 – Jahren gründlich und mit außerordentlichem Einfühlungsvermögen versucht, durch die Befragung von Flüchtlingen aus der Volksrepublik China die Realität der chinesischen Gesellschaft unter kommunistischer Regierung zu erfassen. Nach Zweifeln in der Fachwelt an den Arbeitsergebnissen der Londons hätten sie in den letzten Jahren „in vollem Umfang ihre Bestätigung“ gefunden, „oft sogar aus offiziellen chinesischen Quellen“. Die Widmung sei „ein kleiner Dank für die Arbeit der Londons“ und Ausdruck der Hoffnung, auch in Zukunft „aus ihren überzeugend entwickelten und vorgetragenen Erkenntnissen Gewinn ziehen“ zu können. 1985 widmete er sein Buch „The Government and Politics of the PRC: A Time of Transition“ der Erinnerung an Ivan D. London. Er und seine Frau hätten „with great methodological care and an admirable research spirit“ fast neunzehn Jahre geforscht, „to understand the basic realities of life in China under Communist rule by interviewing refugees and Chinese living abroad“.
Diese Würdigung der Arbeiten des Ehepaares London betonte im Jahr 1983 auch Pierre Ryckmans (aka Simon Leys), Professor an der Australian National University in Canberra. Jeder Forscher, der sich mit dem China der Gegenwart beschäftige, kenne die bewundernswerten Arbeiten des Ehepaares London („the admirable contributions of David and Miriam London“), von denen einige inzwischen Klassiker seien. Sogar Studienanfängern seien schon Arbeiten der Londons vertraut.
Die gemeinsame Leistung des Forscherehepaares bleibt, zentral mit der Publikation „Maos kleiner General“ vorgetragen, der Beweis, dass kein politisches System sich vor seiner sozialwissenschaftlichen Erforschung zu verschließen vermag. Es bedarf zu seiner Durchdringung allein der intellektuellen Redlichkeit und einer brauchbaren Forschungsmethode.